# Пулонга (река, впадает в Белое море)
Пулонга — река в России, протекает по территории Лоухского района Карелии. Впадает в Белое море у деревни Нижняя Пулонга. Длина реки составляет 5,4 км, площадь водосборного бассейна 630 км².
Высота истока — 7,2 м над уровнем моря.

## Бассейн
Протекает через озеро Нижнее Пулонгское.
Также к бассейну Пулонги относятся озёра:
- Белое
- Савино
- Глубокое Плотичное
- Плотичное
- Лебединое
- Верхнее Котозеро
- Нижнее Котозеро

 и водотоки:
- Важенка (река, соединяет Нижнее Котозеро и Верхнее Пулонгское озёра)
- Липша (река, впадает Верхнее Котозеро)
- Кангаш (река, впадает в Нижнее Котозеро)
- Лебяжий (ручей, левый приток Кангаша)

## Данные водного реестра
По данным государственного водного реестра России относится к Баренцево-Беломорскому бассейновому округу, водохозяйственный участок реки — реки бассейна Белого моря от западной границы бассейна реки Нива до северной границы бассейна реки Кемь, без реки Ковда. Речной бассейн реки — бассейны рек Кольского полуострова и Карелии, впадает в Белое море.
Код объекта в государственном водном реестре — 02020000712102000001523.